# ISO 3166-2:KW
ISO 3166-2:KW es la entrada para Kuwait en ISO 3166-2, parte de los códigos de normalización ISO 3166 publicados por la Organización Internacional de Normalización (ISO), que define los códigos para los nombres de las principales subdivisiones (p.ej., provincias o estados) de todos los países codificados en ISO 3166-1.
En la actualidad, para Kuwait los códigos ISO 3166-2 se definen para 6 gobernaciones.
Cada código consta de dos partes, separadas por un guion. La primera parte es KW, el código ISO 3166-1 alfa-2 para Kuwait. La segunda parte tiene dos letras.

## Códigos actuales
Los nombres de las subdivisiones se ordenan según el estándar ISO 3166-2 publicado por la Agencia de Mantenimiento ISO 3166 (ISO 3166/MA).
Pulsa sobre el botón en la cabecera para ordenar cada columna.
| Code  | Nombre de la subdivisión (es) | Nombre de la subdivisión (ar) (BGN/PCGN 1956) | Variante local |
| ----- | ----------------------------- | --------------------------------------------- | -------------- |
| KW-AH | Ahmadí                        | Al Aḩmadī                                     |                |
| KW-FA | Farwaniya                     | Al Farwānīyah                                 |                |
| KW-JA | Yahra                         | Al Jahrā’                                     |                |
| KW-KU | Al Asimah                     | Al ‘Āşimah                                    | Al Kuwayt      |
| KW-HA | Hawalli                       | Ḩawallī                                       |                |
| KW-MU | Mubarak Al-Kabeer             | Mubārak al Kabīr                              |                |

## Cambios
Los siguientes cambios de entradas han sido anunciados en los boletines de noticias emitidos por el ISO 3166/MA desde la primera publicación del ISO 3166-2 en 1998, cesando esta actividad informativa en 2013.
| Informe         | Fecha de emisión                     | Descripción del cambio reportado                                                  | Cambio de código o subdivisión                 |
| --------------- | ------------------------------------ | --------------------------------------------------------------------------------- | ---------------------------------------------- |
| ISO 3166-2:2007 | 2007-12-13                           | Segunda edición de la ISO 3166-2 (este cambio no fue anunciado en boletín alguno) | Subdivisiones añadidas: KW-MU Mubārak al Kabīr |
| Boletín II-3    | 2011-12-13 (corregido el 2011-12-15) | Se actualizan los nombres oficiales y la lista de origen                          |                                                |